# آندریاس وسالیوس
آندریاس وسالیوس (Andreas Vesalius) (لاتینی‌شدهٔ نام اصلی هلندی او: Andries van Wesel، آندریاس ون وسِل) (۳۱ دسامبر ۱۵۱۴–۱۵ اکتبر ۱۵۶۴) پزشک و کالبدشناس فلاندری قرن ۱۶ میلادی و مؤلف کتابهایی مانند آناتومی بدن و ساختار بدن انسان بوده‌است. وسالیوس اغلب به عنوان بنیان‌گذار کالبدشناسی مدرن شناخته می‌شود. او در بروکسل که آن زمان بخشی از هلند هابسبورگ بود بدنیا آمد. او استاد دانشگاه پادووا بود که بعدها پزشک دربار امپراتور کارل پنجم شد.
آندریاس وسالیوس فرم لاتین شدهٔ اسم هلندی آندریس ون وسل بود. این یک روش معروف در بین نخبگان اروپایی بود که اسم‌های خود را به لاتین تبدیل می‌کردند.

## زندگی
آندریاس در سال ۱۵۱۴ میلادی در بروکسل زاده شد. این کودک بعدها هنگامی که بزرگ شد قربانی انتقادها و مطالعات بی وقفهٔ خود شد. او در زمان خود اهمیت علم کالبدشناسی را به جهان شناساند و پزشکان آن زمان را به پذیرش این امر مهم دعوت کرد.
وسالیوس از پزشکانی بود که اساس کالبدشکافی را پی ریزی و از جالینوس انتقاد کرد. پدر وسالیوس داروساز کارل پنجم و نیاکانش از نژاد ژرمن و اغلب آنها پزشکان معروفی بودند و همین امر سبب شد که او رشته پزشکی را انتخاب کند.

## آموزش
وی تحصیلاتش را در دانشگاه لوون و مدرسه پزشکی دانشگاه پاریس به پایان رساند و پس از آن در دانشگاه پادووا به استادی جراحی و کالبدشکافی دانشکده پزشکی این دانشگاه منصوب شد.